# 温布尔登现象
温布尔登现象（英語：Wimbledon Effect）指某个国家虽然已经成为国际性活动的场所，但是活跃着却都是外国人。通常用于运动及经济方面。

## 起源
英国的温布尔登是年度网球大满贯的第三项赛事温布尔登网球锦标赛的主办地区，但自1936年弗雷德·佩里夺冠至2013年安迪·穆雷夺冠期间连续77年的男子单打冠军均非英国选手。

## 运动界

### 相扑
相扑是日本的国技，但21世纪以来，取得相扑力士资格中的最高级横纲的共有六人，其中只有稀勢之里寬一人为日本出身，其余五人均来自蒙古国。

## 金融界
英国政治家玛格丽特·撒切尔在任期间实施了很多具有新自由主义色彩的政策。1979年，英国取消了外汇管制，但之后约90%的外汇业务是由位于伦敦的外国公司提供的。1986年的金融大改革大幅放松了政府对金融市场的管制，以促进英国的金融业发展。然而促成伦敦金融业发展的许多是外国资本。威廉·基根在他的文章中描述了这种现象：“就像温布尔登现象一样：尽管没什么本土球员，但温布尔登有着世界上最重要的网球赛事。同理，只要那些公司设立在伦敦并为当地提供就业和税收，即使它们由外国资本掌控也无所谓。”

## 工业界
据英国官方估计，海外公司和投资者拥有三分之一以上的英国工业。